# 沖村志宏
沖村 志宏（おきむら ゆきひろ、OKIMURA Yukihiro 1969年（昭和44年） - ）は、日本の撮影監督（映画カメラマン）。日本映画撮影監督協会（J.S.C.）会員。

## 略歴
大阪府出身。大阪府立清水谷高等学校、大阪芸術大学映像学科卒業。1992年（平成4年）日活撮影所に入社。1993年伊丹十三監督の映画『大病人』で初めて撮影助手として参加。2007年『サウスバウンド』で撮影監督として本格デビュー。2010年からフリーに。

## 人物
清水谷高校の生徒時代“映画通”として知られ、授業でチャーリー・チャップリンが上映されたおりの補足説明役を行ったり、当時、主流の8ミリビデオカメラではなく、まだ残っていたが高価な8ミリフィルムカメラにて自主映画を撮影したりしていた。
大阪芸大の学生時代、演出やシナリオライターを目指していたが、卒業制作の映画でカメラマン役が不在のため撮影を担当。これを機に撮影監督の道に進み、前田米造や高瀬比呂志、上野彰吾に師事した。

### 斬新な撮影手法
1999年（平成11年）の『39 刑法第三十九条』（森田芳光監督）では、銀残し（現像手法）を平成の映画で初めて使用。暗部が非常に暗く、画面コントラストも強く、引き締まった映像となる手法で1960年（昭和35年）の映画『おとうと』（市川崑監督）で、初めて実用化されたが、その後1981年の『幸福』（市川崑監督）で使われた程度。沖村は望遠レンズで撮影し、ぼかす映像を多用し全部「銀残し」処理したことで、テーマに相応しい重量感と超現実感を醸し出すことに成功している。
また、2016年の『殿、利息でござる!』は、興行収入14億円のヒット映画となったが、その理由について毎日新聞は「技あり」と題して、沖村が従来の時代劇の約束事に拘らず「自由に物語を進める」撮影を行ったためと評価する。
例えば、劇中の光の射し方。電灯の無い時代の設定で、光源の位置に工夫が必要なはずだが、映像に登場する「飯屋の人々を照らす光は、現代劇のよう」であり、「大勢が集まる嘆願書の読み聞かせの場面でのかがり火は装飾にしかなっていない」。また、夜道を歩く主人公穀田屋十三郎（阿部サダヲ）と、菅原屋篤平治（瑛太）がぶらさげる提灯も「小道具に過ぎない。こうした自由さが、映画を分かりやすくした」。
結果、アイススケート選手の羽生結弦が伊達重村（仙台藩第7代藩主）役で登場し「圧倒的な存在感」を示したのを始め、俳優たちの「コメディー過ぎず、泣かせるけれどシリアス過ぎず」巧みな演技と、中村義洋監督の「実は地味な話を最後まで楽しませてくれる」演出術とを、上手く映像化させた結果、「できすぎの話」と「鼻白みそう」になる「道徳の教科書のような物語」を抵抗感なく観客に魅せることができた、と分析している
翌2017年の『トモシビ　銚子電鉄6.4kmの軌跡』でも斬新な手法で撮影された。舞台の銚子電気鉄道は全て単線の線路であり、通常運行の合間を縫ってロケーション撮影専用電車を走らせられない。そこで逆転の発想で、運転士役の有野晋哉を電車の最後部の運転席に座らせて撮影。その映像を劇中で逆再生させて、あたかも有野が電車を運転しているように見せており、映画評論家の柳下毅一郎も「ちょっと感心した。」と評価している。

## 主な撮影作品

### 劇場映画
- 星屑夜曲（2006年・外山文治監督）
- サウスバウンド（2007年・森田芳光監督）
- シネマ歌舞伎 人情話文七元結（2007年～2008年・山田洋次監督）[7]
- シネマ歌舞伎 連獅子（2007年～2008年・山田洋次監督）
- 休暇（2008年・門井肇監督）
- わたし出すわ（2009年・森田芳光監督）
- 川の底からこんにちは（2010年・石井裕也監督）
- 武士の家計簿（2010年・森田芳光監督）
- ハラがコレなんで（2011年・石井裕也監督）
- ケータイ刑事_THE_MOVIE3_モーニング娘。救出大作戦!〜パンドラの箱の秘密（2011年・安藤尋監督）
- ハゲマシガールズ（オムニバス映画「サビ男サビ女」）（2011年・藤田容介監督）
- 僕達急行 A列車で行こう（2012年・森田芳光監督）
- 武士の献立（2013年・朝原雄三監督）
- の・ようなもの のようなもの（2015年・杉山泰一監督）
- エンドローラーズ（2015年・吉野耕平監督）[8]
- 残穢 -住んではいけない部屋-（2016年・中村義洋監督）
- 殿、利息でござる!（2016年・中村義洋監督）
- いきなり先生になったボクが彼女に恋をした（2016年・朝原雄三監督）
- トモシビ 銚子電鉄6.4kmの軌跡（2017年・杉山泰一監督）
- チェリーボーイズ（2018年・西海謙一郎監督）
- 水曜日が消えた（2020年・吉野耕平監督）

#### 撮影助手ほか担当映画
- 大病人（1993年・伊丹十三監督）
- 怖がる人々（1994年・和田誠監督）
- 平成無責任一家　東京デラックス（1995年・崔洋一監督）
- 静かな生活（1995年・伊丹十三監督）
- (ハル)（1996年・森田芳光監督）
- 失楽園（1997年・森田芳光監督）
- プープーの物語（1998年・渡辺謙作監督）
- 39 刑法第三十九条（1999年・森田芳光監督）
- 日本の黒い夏 冤罪（2000年・熊井啓監督）
- 海は見ていた（2002年・熊井啓監督）
- 星に願いを。（2003年・冨樫森監督）
- 海猫（2004年・森田芳光監督）
- 7月24日通りのクリスマス（2006年・村上正典監督）

### テレビドラマ
- 妄想捜査～桑潟幸一准教授のスタイリッシュな生活（2012年・テレビ朝日）
- 好好!キョンシーガール〜東京電視台戦記〜（2012年・テレビ東京）
- エンドロール〜伝説の父〜（2012年・WOWOW）

### ミュージック・ビデオ
- A DAY of one HERO 清水一希 主演（海賊戦隊ゴーカイジャー出演）[9]
- GOING UNDER GROUNDの「愛なんて」（映画「ハラがコレなんで」のため書き下ろした曲）

## 受賞歴
- 第39回（2009年度）柴田賞（日本映画テレビ技術協会。優れた若手キャメラマンに贈られる賞[1][10]）

## 著書

### 共著
- 『映画撮影監督が選ぶオールタイム外国映画ベストテン』（ACクリエイト、2012年）
- 『映画撮影』（日本映画撮影監督協会、日本唯一の撮影専門誌、季刊）